# Викрам (актёр)
Викрам (там. விக்ரம்), известный также как Чийян Викрам (англ. Chiyaan Vikram), настоящее имя Кеннеди Джон Виктор (там. கென்னடி ஜான் விக்டர்; род. 17 апреля 1966 года, Мадрас) — индийский актёр, снимающийся преимущественно в фильмах на тамильском языке, а также задействованный в фильмах на телугу, хинди и малаялам. Лауреат Национальной кинопремии Индии и пятикратный лауреат Filmfare Award за лучшую мужскую роль в фильме на тамили, которую выиграл благодаря фильмам Kasi (2001),
«Сын Бога» (2003),
«Незнакомец» (2005),
«Демон» (2010)
и «Я».

## Биография
Викрам родился в семье христианина и индуистки, и получил при рождении имя Кеннеди.
Его отец, Джон Альберт Виктор
(или Винод Радж), играл отрицательные и характерные роли в тамильских фильмах и телевизионных сериалах.
Его мать Раджешвари — учитель по образованию, стала налоговым инспектором и дослужилась до заместителя комиссара Департамента доходов. Раджешвари — сестра кинематографиста Тиагараджана, чей сын, актёр Прашант приходится Викраму двоюродным братом. У Викрама также есть младшие сестра Анита и брат Арвинд.
Викрам решил стать актёром как и его отец, учась в восьмом классе пансиона Монфор в Йеркоде. Он устроился в школьный театр, сначала как работник сцены, а потом как исполнитель ролей второго плана. Участвовать в театральной самодеятельности Викрам продолжил во время получения степени в области литературы в Колледже Лойолы в Мадрасе, куда поступил в 1983 году. В 1986, на последнем году учёбы, он попал в аварию, в результате которой едва не лишился ноги. Он перенёс несколько операций, провёл в больнице около года, три года не мог встать на ноги и ещё год ходил на костылях. Актёр до сих пор имеет затруднения с тем, чтобы сидеть, скрестив ноги.
Свой путь в кино Викрам начал со съёмок в рекламных и социальных роликах и мини-сериале Galatta Kudumbam, который показали на канале Doordarshan в конце 1988 года.
Для съёмок он взял псевдоним «Викрам», составленный из первых букв имени отца Ви, первой буквы своего имени К (Кеннеди), первых букв имени матери Ра и оканчивающийся названием его знака зодиака рам (овен).
На большом экране актёр дебютировал в 1990 году в тамильском фильме En Kadhal Kanmani. За ним последовало несколько фильмов, не имевших успеха у зрителей, хотя они были сняты известными тамильскими кинематографистами С. В. Шридхаром, П. С. Шрирамом, С. П. Мутураманом и Викраманом. Снимаясь у последнего в Pudhiya Mannargal, Викрам получил приглашение на пробную фото-сессию к фильму «Бомбей». Однако ему пришлось отказаться от роли, поскольку для текущих съёмок он уже отрастил длинные волосы и бороду, а режиссёру «Бомбея» Мани Ратнаму на главную роль требовался актёр с усами и короткой стрижкой.
Чтобы заработать, Викрам начал сниматься во второстепенных ролях в фильмах на малаялам и телугу, а также дублировать других актёров (Аббаса и Прабху Деву) в фильмах на тамильском языке.
Удача улыбнулась Викраму, когда режиссёр Бала предложил ему роль в своей драме «Сету». Ещё до начала съёмок режиссёр потребовал от Викрама не отвлекаться на работу в других фильмах и дублирование, а к финальной части съёмок — побрить голову и похудеть на 20 кг, и актёр согласился. Он сел на специальную диету, сводящуюся к частому потреблению крайне малого количества пищи, и сбросил 16 кг за месяц.
Работа над фильмом началась в 1997 году, но была приостановлена из-за забастовки FEFSI, затем проект едва не оставил продюсер, потеряв к нему интерес. Наконец, готовую киноленту не захотели покупать владельцы кинотеатров, и премьера в итоге состоялась только через полгода после завершения работы над фильмом в маленьком пригородном кинотеатре. Но постепенно фильм набирал популярность, продержавшись более 75 дней в девяти крупнейших кинотеатрах Ченнаи.
Работа ведущего актёра была удостоена специального приза государственной кинопремии Тамил-Наду, а критик К. Н. Виджаян из малайской газеты New Straits Times назвал её «достойной похвалы».
Затем на экраны вышли фильмы, в которых Викрам снялся в промежутке между съёмками «Сету» и его выходом в прокат. Сам же актёр искал для себя достойный сценарий. В результате он снялся в боевике «Дело чести» своего сокурсника по колледжу Дхарани, который стал его первым успешным масала-фильмом.
В 2003 году Викрам вновь объединился с Балой в «Сыне Бога», который принёс актёру Национальную кинопремию. Другой заметной его работой стали роли адвоката-идеалиста, страдающего раздвоением личности, в психологическом триллере «Незнакомец» и главаря банды Вирайи в драме «Демон». А за роль умственно отсталого отца в ленте «Дитя луны» (2011) он получил Filmfare Awards South за лучшую мужскую роль по мнению критиков.
Актёр также появился в образах бодибилдера и уродца-горбуна в романтическом триллере режиссёра Ш. Шанкара «Я» (2015), который вошёл в список самых кассовых фильмов на тамильском языке.
В том же году вышел фильм «Перевозчик», где он сыграл безымянного автоинструктора, который получил задание доставить девушку на другой конец страны. Фильм провалился в прокате.
В 2016 году его участием вышел только один фильм — «Атака на Любовь», где он исполнил двойную роль, агента национальной безопасности и антагониста-трансгендера, занявший третье место по кассовым сборам среди тамильских фильмов того года.
Сейчас Викрам снимается Dhruva Natchathiram, а также подписан на Saamy Square, сиквел «Всеми правдами», и Sketch, где он впервые появится на экранах в паре с Таманной.

## Личная жизнь
В конце 1980-х Викрам познакомился с Шайладжей Балакришнан, на которой женился в 1992 году в Гуруваюре, параллельно с десятком других пар, поженившихся в одно и то же время в одном и том же месте. Затем пара провела сдержанную свадебную церемонию в церкви в Loyola College, Chennai. Шайладжа родом из городка Thalassery и работает учителем психологии в главной школе Ченнаи. Она также работала с командой фильма «Дитя луны», предоставляя профессиональные консультаций о том, как обращаться с людьми с особыми потребностями и помогать развивать персонажа, которого играл сам Викрам. У пары есть дочь Акшита и сын Дхрув, который по словам отца, собирается пойти по его стопам. В октябре 2017 года его дочь вышла замуж за Ману Ранджита, правнука лидера партии Дравида муннетра кажагам М. Карунанидхи
Дом Викрама находится недалеко от пляжа Besant Nagar в Ченнаи

## Фильмография
| Год  |   | Русское название | Оригинальное название           | Роль                              |
| ---- | - | ---------------- | ------------------------------- | --------------------------------- |
| 1990 | ф |                  | En Kadhal Kanmani (там.)        | Винод                             |
| 1991 | ф |                  | Thanthu Vitten Ennai (там.)     | Раджу                             |
| 1991 | ф |                  | Kaaval Geetham                  | Ашок                              |
| 1992 | ф |                  | Meera                           | Джива                             |
| 1993 | ф |                  | Dhruvam (малаял.)               | Бхадран                           |
| 1993 | ф |                  | Chirunavvula Varamistava (тел.) | Викки                             |
| 1993 | ф |                  | Mafia (малаял.)                 | Харишанкар                        |
| 1994 | ф |                  | Sainyam (малаял.)               | кадет Джиджи                      |
| 1994 | ф |                  | Bangaru Kutumbam (тел.)         | Сурьям                            |
| 1994 | ф |                  | Pudhiya Mannargal               | Сатьямурти                        |
| 1995 | ф |                  | Street (малаял.)                | Саджив                            |
| 1995 | ф |                  | Adalla Majaka (тел.)            | Викрам                            |
| 1996 | ф |                  | Ooha (тел.)                     | Мохан                             |
| 1996 | ф |                  | Mayoora Nritham (малаял.)       | Раджив                            |
| 1996 | ф |                  | Indraprastham (малаял.)         | Питер                             |
| 1996 | ф |                  | Rajaputhran (малаял.)           | Ману                              |
| 1996 | ф |                  | Merupu (тел.)                   | Гуру                              |
| 1997 | ф |                  | Itha Oru Snehagatha (малаял.)   | Рой                               |
| 1997 | ф |                  | Ullaasam                        | Дев                               |
| 1999 | ф |                  | Housefull                       | Хамид                             |
| 1999 | ф | Сету             | Sethu                           | Сету                              |
| 2000 | ф |                  | Red Indians (малаял.)           | Рахул                             |
| 2000 | ф |                  | Indriyam (малаял.)              | Удхая                             |
| 2000 | ф |                  | 9 Nelalu (тел.)                 | Вирендра                          |
| 2001 | ф |                  | Youth (тел.)                    | Бабу                              |
| 2001 | ф |                  | Vinnukum Mannukum               | Селвам                            |
| 2001 | ф | Дело чести       | Dhill                           | Канагавел                         |
| 2001 | ф |                  | Kasi                            | Каси                              |
| 2002 | ф | Джемини          | Gemini                          | Джемини                           |
| 2002 | ф |                  | Samurai                         | Тиягараджан                       |
| 2002 | ф | Любимец          | King                            | Раджа                             |
| 2003 | ф | Пыль             | Dhool                           | Аарумугам                         |
| 2003 | ф |                  | Kadhal Sadugudu                 | Суреш                             |
| 2003 | ф | Всеми правдами   | Saamy                           | зам. комиссара С. Арусаами        |
| 2003 | ф | Сын Бога         | Pithamagan                      | Читхан                            |
| 2004 | ф |                  | Arul                            | Арулкумаран                       |
| 2005 | ф | Незнакомец       | Anniyan                         | Рамануджам / Амби / Ремо / Анниян |
| 2005 | ф |                  | Majaa                           | Аривуматхи                        |
| 2008 | ф |                  | Bheemaa                         | Шекар                             |
| 2009 | ф | Кандасами        | Kanthaswamy                     | Кандасами                         |
| 2010 | ф | Демон            | Raavanan                        | Вирайя (Вира)                     |
| 2010 | ф | Злодей           | Raavan                          | Дев Пратап Шарма                  |
| 2011 | ф | Дитя луны        | Deiva Thirumagal                | Кришна                            |
| 2011 | ф |                  | Rajapattai                      | Муруган                           |
| 2012 | ф | Слепая ярость    | Thaandavam                      | Шивакумар / Кенни Томас           |
| 2013 | ф | Что в имени…     | David (хинди) (там.)            | Дэвид, рыбак-алкоголик            |
| 2015 | ф | Я                | I                               | Лингесан / Ли                     |
| 2016 | ф | Перевозчик       | 10 Endrathukulla                | Безымянный автоинструктор         |
| 2016 | ф | Атака на Любовь  | Iru Mugan                       | Акхилан Винод / Лав               |
| 2018 | ф |                  | Sketch                          | Jeeva (Sketch)                    |
| 2018 | ф |                  | Saamy Square                    | Aarusaamy, Ramasaamy              |
| 2019 | ф |                  | Kadaram Kondan                  |                                   |
| 2019 | ф |                  | Dhruva Natchathiram             | Джош / Джошуа / Дхрув             |
| 2019 | ф |                  | Mahavir Karna                   | Karna                             |